# Rejon bolszeukowski
Rejon bolszeukowski (ros. Большеуковский район) – rejon będący jednostką administracyjną obwodu omskiego w Federacji Rosyjskiej.
Rejon bolszeukowski leży w północno-zachodniej części obwodu. Centrum administracyjne rejonu – wieś Bolszyje Uki.

## Historia
Rejon utworzono 25 stycznia 1935 roku.

## Demografia
Skład narodowościowy obwodu: Rosjanie - 95,1%, Niemcy - 1,6%, Czuwasze - 1,3%, Ukraińcy - 0,7%, Białorusini - 0,2%, Tatarzy - 0,2%, inni - 0,9%

## Geografia
Główne rzeki: Bolszoj Ajew, Małyj Ajew, Bolszaja Tawa.
Odległość do stolicy obwodu Omska - 292 km.

## Podział administracyjny
W skład rejonu wchodzi 9 gmin (okręgów) wiejskich:
Ajewska, Biełogrywska, Bolszeukowska, Listwiażyńska, Stanowska, Uralińska, Firstowska, Czebaklińska, Czerniecowska

## Miejscowości
Ajewsk, Basły, Biełogrywka, Bolszyje Uki, Wierchnije Uki, Zudiłowo, Konowalicha, Listwiagi, Pospiełowo, Reszetino, Stanowka, Uki, Urały, Firstowo, Forpost, Czaunino, Czebakły, Czebaczycha, Czerniecowka, Czugunły.